# Lâu đài Vršatec
Lâu đài Vršatec (tiếng Slovakia: Vršatec hrad) là tàn tích của một lâu đài tọa lạc trên sườn núi Vršatec, thuộc địa phận làng Vršatské Podhradie, vùng Trenčín, Slovakia.

## Lịch sử
Khu vực này trước đây là nơi sinh sống của các bộ tộc Slav - những người thuộc nền văn hóa Lusatian (1300 TCN - khoảng 200 TCN) và nền văn hóa Púchov (khoảng 300 năm TCN -  Thế kỷ thứ 2). Họ sinh sống ở đây từ thế kỷ thứ 9 đến thế kỷ thứ 10. Vào thế kỷ 13, lâu đài được xây dựng để củng cố phòng tuyến biên giới phía tây bắc của Hungary sau cuộc xâm lược của người Mông Cổ.
Vào cuối thế kỷ 13, lâu đài trở thành tài sản của quý tộc Matúš Čák Trenčiansky. Năm 1394, quý tộc Stibor của Stiborice mua lại lâu đài này. Lâu đài được tái thiết toàn bộ vào thế kỷ 15.
Lâu đài Vršatec đã nhiều lần thay đổi chủ sở hữu. Lâu đài từng thuộc về Nữ hoàng Barbara, con gái Nữ hoàng là Elizabeth và các tiểu quý tộc. Vào thế kỷ 17, lâu đài được trùng tu thêm. Tuy nhiên, tầm quan trọng của lâu đài dần dần suy giảm vì giới quý tộc bắt đầu thích định cư ở những địa điểm thấp hơn, đặc biệt là các trang viên ở Phổ.
Năm 1680, lâu đài Vršatec bị quân đội triều đình thiêu rụi. Sau khi được xây dựng lại, lâu đài tiếp tục bị thiêu rụi một lần nữa vào năm 1707. Sau đó, lâu đài không còn được sửa chữa và tái thiết, nên hiện nay chỉ còn lại những tàn tích của lâu đài.